# Luxemburger Wort
Das Luxemburger Wort für Wahrheit und Recht ist mit einer Auflage von rund 51.000 Exemplaren die führende Tageszeitung in Luxemburg. Das Luxemburger Wort gehört zur belgischen Mediahuis-Gruppe. Von 1848 bis 2020 wurde die Zeitung von der Sankt Paulus Druckerei, später Saint-Paul Luxembourg s.a. herausgegeben, welche mehrheitlich in Besitz des Erzbistums Luxemburg war. Die Zeitung stand historisch der Christlich Sozialen Volkspartei nahe, hat sich allerdings seit dem Ende der Ära von Premierminister Jean-Claude Juncker einer neutraleren Redaktionslinie verschrieben. Das „Wort“ wird über die Pressehilfe vom luxemburgischen Staat subventioniert. 2020 lag dieser Betrag bei 1.201.093 Euro.

## Geschichte

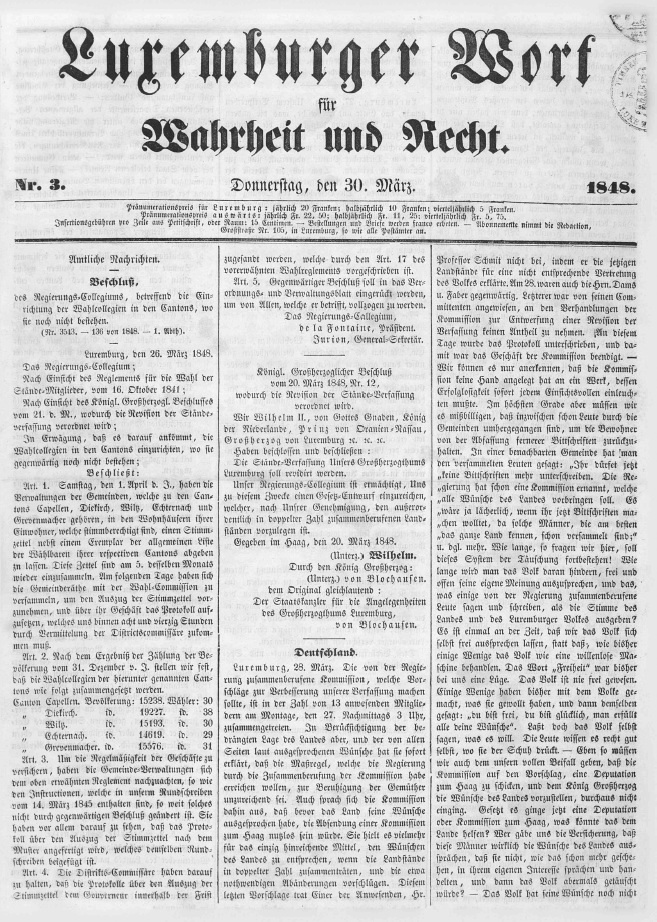
Luxemburger Wort, Ausgabe vom 30. März 1848

Die erste Ausgabe des Luxemburger Wort erschien am 23. März 1848, nur drei Tage nach der Einführung der Pressefreiheit im Deutschen Bund, in der vom Apostolischen Vikar von Luxemburg, Johannes Theodor Laurent und Eduard Michelis, gegründeten Sankt Paulus Druckerei.
Von Beginn an bekämpfte die Zeitung den von Samuel Hirsch mitbegründeten Volksfreund und den Judenrabbiner sowie das Subsidium für die jüdische Gemeinde. Im Zeitraum von 1849 bis 1880 erschienen durchschnittlich pro Woche zwei antisemitische Artikel.
Ab 1938 stellte sich die Redaktion gegen das Dritte Reich. 1940, nach dem Einmarsch der deutschen Truppen in Luxemburg, wurde das Luxemburger Wort gleichgeschaltet. Der damalige Direktor Jean Origer und die Redakteure Batty Esch und Pierre Grégoire wurden verhaftet und kamen in Konzentrationslager. Von diesen überlebte nur Grégoire die Gefangenschaft. Nach der Befreiung Luxemburgs titelte die Zeitung: Lëtzebuerg as fräi! (deutsch: „Luxemburg ist frei!“). Zugleich war dies auch eine der wenigen Ausgaben, die ausschließlich auf Luxemburgisch veröffentlicht wurden, der Presseverlag übersetzte auch gleichzeitig aus Protest seinen Namen ins Französische.
Zwischen dem 17. März 2005 und dem 21. März 2008 nannte sich die Zeitung d' Wort: Luxemburger Wort für Wahrheit und Recht.
Das Verlagshaus verabschiedete am 11. Januar 2010 seinen Direktor und Chefredakteur Léon Zeches, der 42 Jahre lang die Zeitung mit seinen politischen Kommentaren repräsentiert hat. Auf ihn folgte der Generaldirektor Paul Lenert. Seit September 2013 leitet Generaldirektor Paul Peckels den Verlag. Ebenfalls 2013 wurde Jean-Lou Siweck neuer Chefredakteur. Er war zuvor wirtschaftlicher Berater von Premierminister Jean-Claude Juncker. Seit 2017 ist Roland Arens Chefredakteur.
Im April 2020 verkaufte das Erzbistum Luxemburg seine Anteile am Verlag Saint-Paul Luxembourg an den belgischen Medienkonzern Mediahuis. Durch eine Minderheitsbeteiligung, die Lafayette SA, die Vermögensverwaltungsgesellschaft des Erzbistums, an Mediahuis hält, bleibt das Erzbistum Luxemburg dem Luxemburger Wort mittelbar verbunden.
Das Luxemburger Wort ist seit Jahren einer der Hauptsponsoren der Luxemburg-Rundfahrt und sponsert dort das luxemburgische Gelbe Trikot.
Ende 2020 entließ die Saint-Paul Luxembourg s. a. 71 der 330 Beschäftigten.
Am 4. Juli 2022 wurde die letzte Ausgabe vom Luxemburger Wort in Gasperich gedruckt. Ab dem 5. Juli 2022 wird das Luxemburger Wort in der Druckerei Mediahuis im belgischen Paal-Beringen gedruckt und nach Luxemburg geliefert, wo die Post dann für den Vertrieb zuständig ist. Am 18. Dezember 2024 gab der Verlag bekannt, dass Ines Kurschat per 1. Januar 2025 neue Chefredakteurin des Luxemburger Wort und Publikationsdirektorin von Mediahuis Luxembourg wird.

## Sprachen
Die Zeitung schreibt vorwiegend in deutscher Sprache, ein Teil der Artikel (etwa 16 %) ist auf Französisch, ein recht kleiner Teil (etwa 2 %) auf Luxemburgisch.
Nach einer Studie von Euromosaic, bei der das Wort zusammen mit dem Tageblatt untersucht wurde, entfallen auf Texte in Luxemburgisch bei diesen Zeitungen lediglich 2 % des Gesamtumfangs. Diese 2 % teilen sich wie folgt auf:
- Titelseite 0,1 %;
- Leitartikel, Nachrichten, Sport 0,0 %;
- Kunst 0,8 %;
- Lokalnachrichten 6,1 %;
- Unterhaltungstipps 50,6 %;
- Stellenangebote 1,9 %;
- Werbung 9,5 %;
- Geburtsanzeigen 81,8 %;
- Hochzeitsanzeigen 80,1 %;
- Todesanzeigen 52,8 %.